# Pausen van A tot Z
* Tegenpausen zijn gemarkeerd met een sterretje.

## A
Adeodatus I -
Adeodatus II -
Adrianus I -
Adrianus II -
Adrianus III -
Adrianus IV -
Adrianus V -
Adrianus VI -
Agapitus I -
Agapitus II -
Agatho -
Albertus* -
Alexander I -
Alexander II -
Alexander III -
Alexander IV -
Alexander V* -
Alexander VI -
Alexander VII -
Alexander VIII -
Anacletus I -
Anacletus II* -
Anastasius I -
Anastasius II -
Anastasius III -
Anastasius III* -
Anastasius IV -
Anicetus -
Anterus -
Apostolische Vaders -
Avignon -

## B
Benedictus I -
Benedictus II -
Benedictus III -
Benedictus IV -
Benedictus V -
Benedictus VI -
Benedictus VII -
Benedictus VIII -
Benedictus IX -
Benedictus X* -
Benedictus XI -
Benedictus XII -
Benedictus XIII -
Benedictus XIII* -
Benedictus XIV -
Benedictus XIV* -
Benedictus XV -
Benedictus XVI -
Bisschop -
Bonifatius I -
Bonifatius II -
Bonifatius III -
Bonifatius IV -
Bonifatius V -
Bonifatius VI -
Bonifatius VII* -
Bonifatius VIII -
Bonifatius IX -

## C
Caius -
Calixtus I -
Calixtus II -
Calixtus III -
Calixtus III* -
Celestinus I -
Celestinus II -
Celestinus II* -
Celestinus III -
Celestinus IV -
Celestinus V -
Christoforus* -
Chronologisch -
Clemens I -
Clemens II -
Clemens III -
Clemens III* -
Clemens IV -
Clemens V -
Clemens VI -
Clemens VII -
Clemens VII* -
Clemens VIII -
Clemens VIII* -
Clemens IX -
Clemens X -
Clemens XI -
Clemens XII -
Clemens XIII -
Clemens XIV -
Concilie -
Conon -
Constantinus -
Constantinus II* -
Cornelius -

## D
Damasus I -
Damasus II -
Dionysius -
Dioscurus* -
Donus -

## E
Eleuterus -
Eugenius I -
Eugenius II -
Eugenius III -
Eugenius IV -
Eulalius* -
Eusebius -
Eutychianus -
Evaristus -

## F
Fabianus -
Felix I -
Felix II (III) -
Felix II* -
Felix III -
Felix III (IV) -
Felix IV -
Felix V* -
Filippus* -
Formosus* -
Franciscus

## G
Gelasius I -
Gelasius II -
Gregorius I -
Gregorius II -
Gregorius III -
Gregorius IV -
Gregorius V -
Gregorius VI -
Gregorius VI* -
Gregorius VII -
Gregorius VIII -
Gregorius VIII* -
Gregorius IX -
Gregorius X -
Gregorius XI -
Gregorius XII -
Gregorius XIII -
Gregorius XIV -
Gregorius XV -
Gregorius XVI -

## H
Heilige Stoel -
Hilarius -
Hippolytus* -
Honorius I -
Honorius II -
Honorius II* -
Honorius III -
Honorius IV -
Hormisdas -
Hyginus -

## I
Innocentius I -
Innocentius II -
Innocentius III -
Innocentius III* -
Innocentius IV -
Innocentius V -
Innocentius VI -
Innocentius VII -
Innocentius VIII -
Innocentius IX -
Innocentius X -
Innocentius XI -
Innocentius XII -
Innocentius XIII -
Inquisitie -
Investituurstrijd -

## J
Johanna -
Johannes I -
Johannes II -
Johannes III -
Johannes IV -
Johannes V -
Johannes VI -
Johannes VII -
Johannes VIII -
Johannes VIII* -
Johannes IX -
Johannes X -
Johannes XI -
Johannes XII -
Johannes XIII -
Johannes XIV -
Johannes XV -
Johannes XVI* -
Johannes XVII -
Johannes XVIII -
Johannes XIX -
Johannes XXI -
Johannes XXII -
Johannes XXIII -
Johannes XXIII* -
Johannes Paulus I -
Johannes Paulus II -
Julius I -
Julius II -
Julius III -

## K
Kadaversynode -
Kardinaal -
Ketterij -
Kruistocht -

## L
Lando -
Laurentius* -
Leo I -
Leo II -
Leo III -
Leo IV -
Leo V -
Leo VI -
Leo VII -
Leo VIII -
Leo IX -
Leo X -
Leo XI -
Leo XII -
Leo XIII -
Leo XIV -
Liberius -
Lijst van pausen op chronologische volgorde -
Linus -
Lucius I -
Lucius II -
Lucius III -

## M
Marcellinus -
Marcellus I -
Marcellus II -
Marcus -
Marinus I -
Marinus II -
Martinus I -
Martinus IV -
Martinus V -
Miltiades -

## N
Nicolaas I -
Nicolaas II -
Nicolaas III -
Nicolaas IV -
Nicolaas V -
Nicolaas V* -
Novatianus* -

## O
Ottonianum

## P
Paus -
Paschalis I -
Paschalis I* -
Paschalis II -
Paschalis III* -
Paulus I -
Paulus II -
Paulus III -
Paulus IV -
Paulus V -
Paulus VI -
Pelagius I -
Pelagius II -
Petrus -
Pius I -
Pius II -
Pius III -
Pius IV -
Pius V -
Pius VI -
Pius VII -
Pius VIII -
Pius IX -
Pius X -
Pius XI -
Pius XII -
Pontianus -
Pontificaat -
Pausin Johanna -

## R
Romanus -
Rome -

## S
Sabinianus -
Sergius I -
Sergius II -
Sergius III -
Sergius IV -
Severinus -
Silverius -
Silvester I -
Silvester II -
Silvester III -
Silvester IV* -
Simplicius -
Siricius -
Sisinnius -
Sixtus I -
Sixtus II -
Sixtus III -
Sixtus IV -
Sixtus V -
Soter -
Soterus -
Stefanus I -
Paus Stefanus (II) -
Paus Stefanus II (III) -
Stefanus III (IV) -
Stefanus IV (V) -
Stefanus V (VI) -
Stefanus VI (VII) -
Stefanus VII (VIII) -
Stefanus VIII (IX) -
Stefanus IX (X) -
Symmachus -

## T
Tegenpaus -
Telesforus -
Theodoricus* -
Theodorus I -
Theodorus II -
Theodorus II* -

## U
Urbanus I -
Urbanus II -
Urbanus III -
Urbanus IV -
Urbanus V -
Urbanus VI -
Urbanus VII -
Urbanus VIII -
Urbi et orbi -
Ursinus* -

## V
Vaticaanstad -
Valentinus -
Victor I -
Victor II -
Victor III -
Victor IV (Gregorius)* -
Victor IV (Octavianus)* -
Vigilius -
Vitalianus -

## Z
Zacharias -
Zefyrinus -
Zosimus -
Cursief: tegenpaus